# Baimiaozi, Hebei
Baimiaozi (kinesiska: 白庙子) är en köping i Kina. Den ligger i provinsen Hebei, i den norra delen av landet, omkring 160 kilometer öster om huvudstaden Peking. Antalet invånare är 18 110. Befolkningen består av 8 881 kvinnor och 9 229 män. Barn under 15 år utgör 18,0 %, vuxna 15-64 år 73 %, och äldre över 65 år 8,0 %.
Genomsnittlig årsnederbörd är 924 millimeter. Den regnigaste månaden är juli, med i genomsnitt 271 mm nederbörd, och den torraste är januari, med 2 mm nederbörd.